# Orzechy (bakalie)

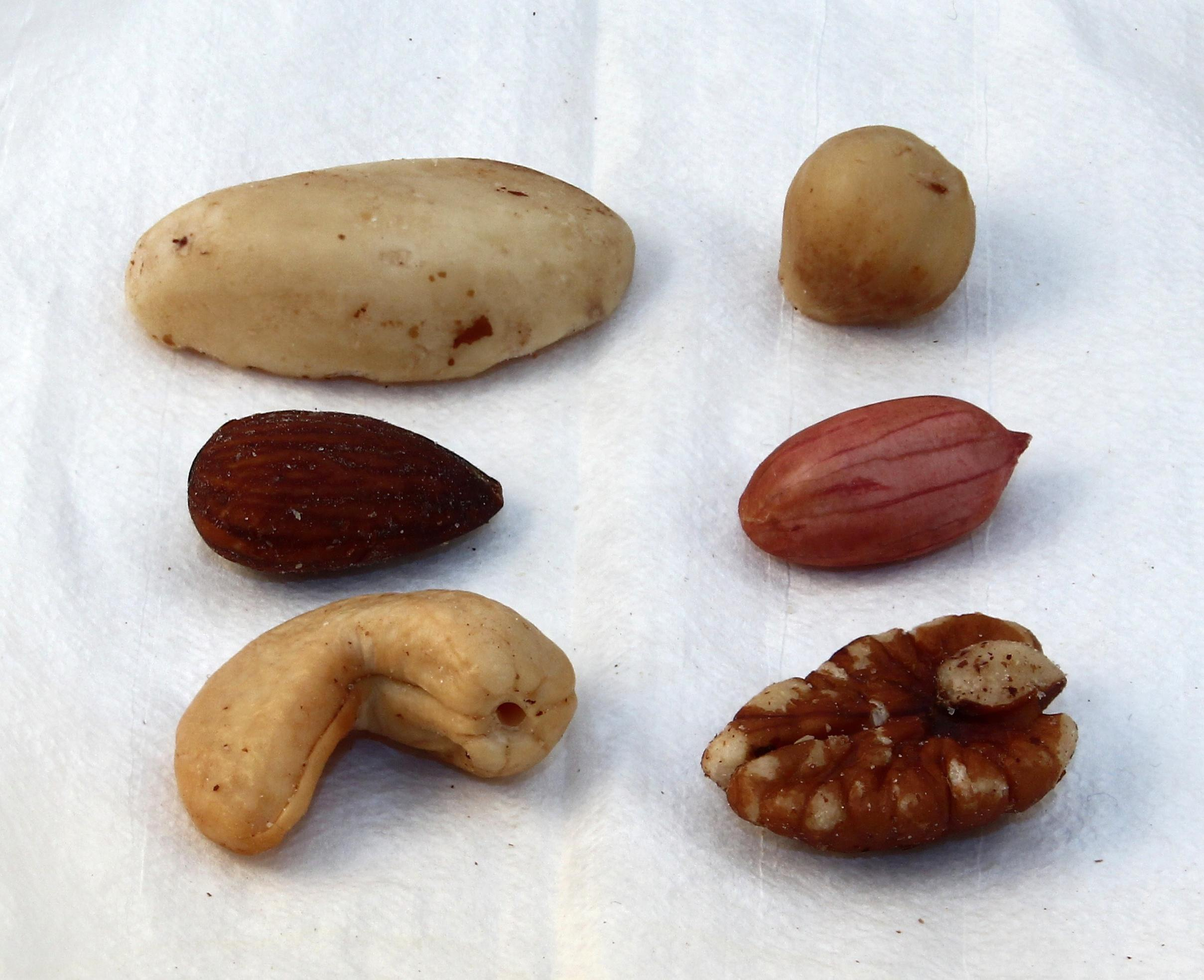
Orzechy

Orzechy – w sztuce kulinarnej, ogólne określenie różnych nasion lub owoców, które mają jadalne jądro zamknięte w twardej bądź kruchej skorupie czy łupinie.
Zalicza się do nich:
- orzechy włoskie, owoce drzewa o tej samej nazwie (Juglans regia);
- orzechy laskowe, owoce leszczyn (Corylus);
- orzeszki pistacjowe, owoce pistacji właściwej (Pistacia vera);
- orzechy makadamia, owoce drzew z rodzaju makadamia (Macadamia);
- migdały, nasiona owoców migdałowca pospolitego (Amygdalus communis);
- nerkowce (migdały indyjskie, orzechy nanerczowe), owoce nerkowca zachodniego (Anacardium occidentale);
- orzechy brazylijskie, owoce orzesznicy wyniosłej (Bertholletia excelsa);
- orzechy pekan, owoce orzesznika jadalnego (Carya illinoinensis);
- orzeszki arachidowe, zwane też orzeszkami ziemnymi albo fistaszkami, dojrzewające w ziemi strączki z nasionami orzachy podziemnej (Arachis hypogaea);
- orzeszki piniowe, nasiona sosen, w Europie najczęściej sosny pinii, w innych częściach świata także innych gatunków np. sosny koreańskiej; nasiona te rozwijają się w szyszkach.

Orzechami są też kasztany jadalne.
Cechą charakterystyczną orzechów jadalnych jest wysoka zawartość tłuszczu (33,5%–60%) oraz białka (do 25%). Tłuszcze zawarte w orzechach znacząco zwiększają ich kaloryczność, ale także wartość odżywczą, bowiem są to głównie nienasycone kwasy tłuszczowe. W dietach wegetariańskich orzechy (obok soi) mogą zastąpić białko zwierzęce.

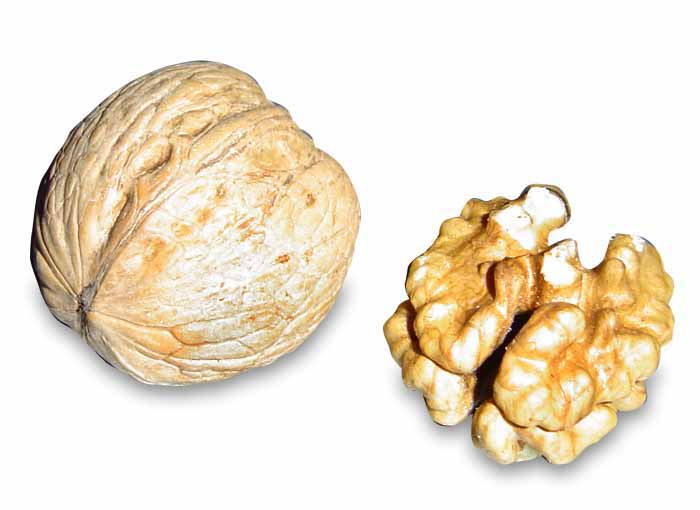
Orzech włoski
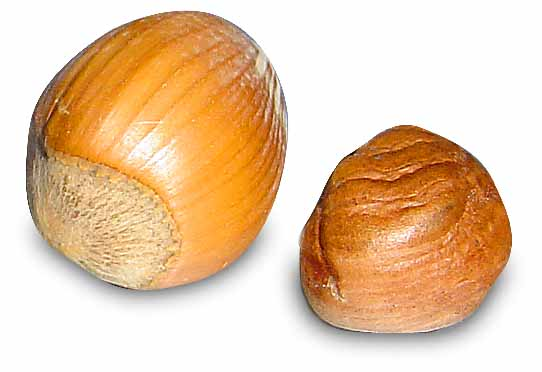
Orzech laskowy
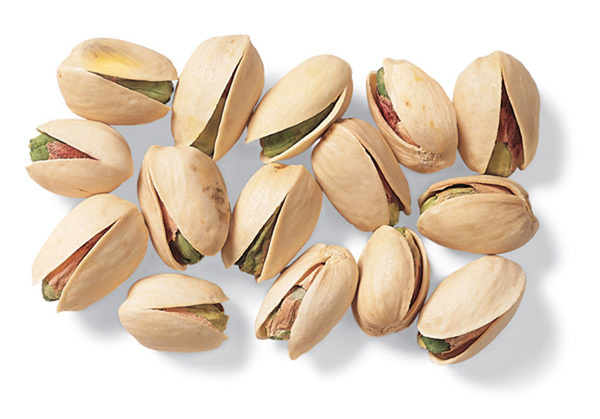
Pistacje
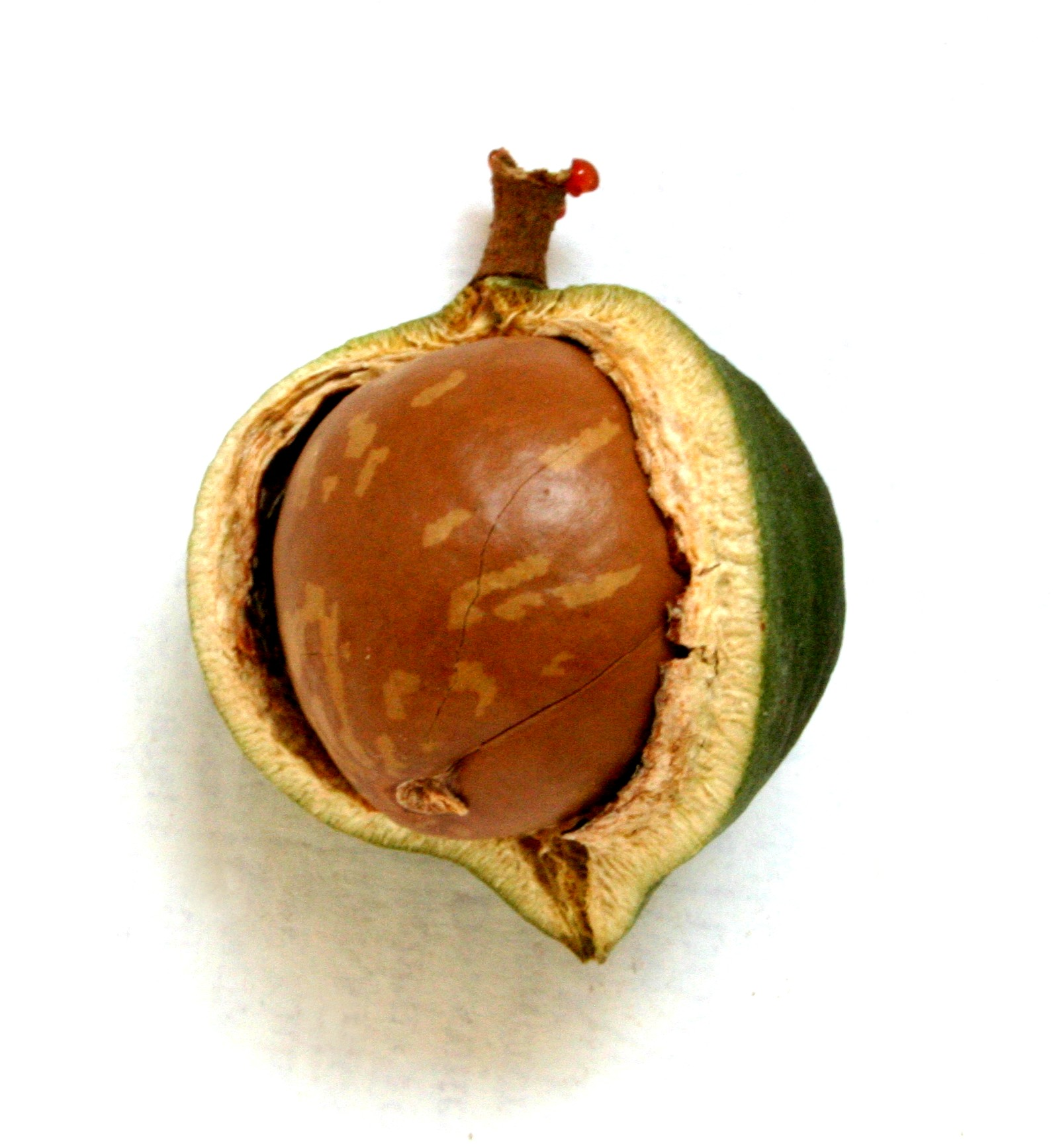
Orzech makadamia
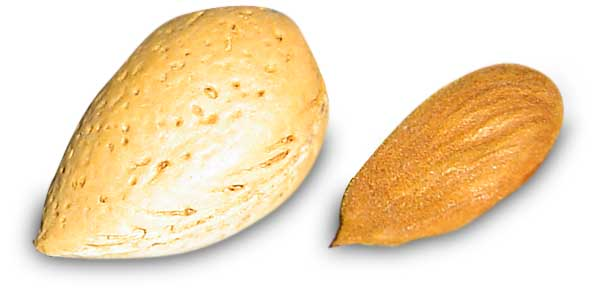
Migdał
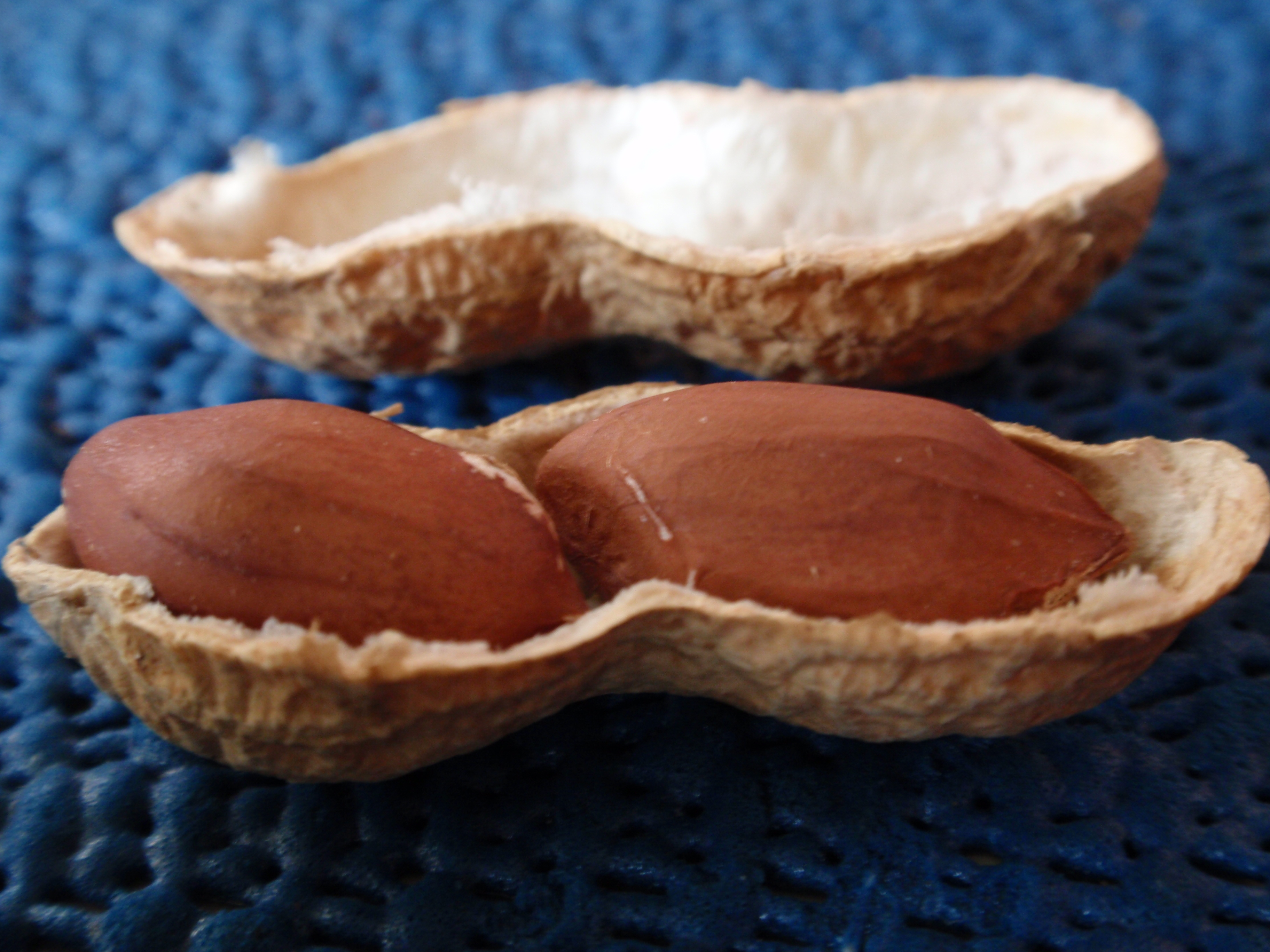
Orzech ziemny
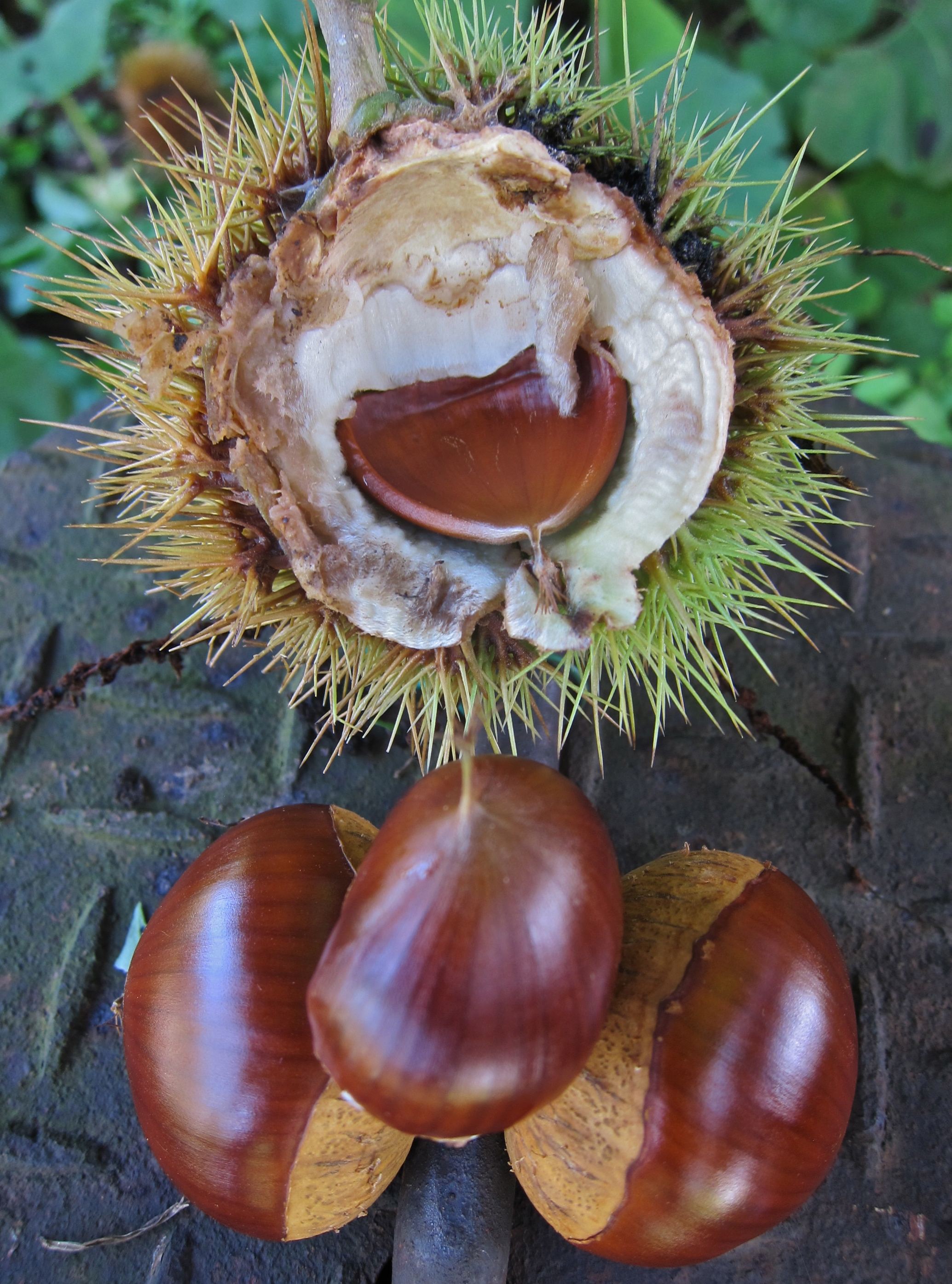
Kasztan jadalny